# Lola LC87
O LC87 é o modelo da Lola da temporada de 1987 da Fórmula 1. Condutores: Yannick Dalmas e Philippe Alliot.

## Resultados[1]
(legenda) 
| Ano  | Chassi | Motor                | Pneus | N° | Pilotos         | 1   | 2   | 3   | 4   | 5   | 6   | 7   | 8   | 9   | 10  | 11  | 12  | 13  | 14  | 15  | 16  | Pontos | Posição |  |
| ---- | ------ | -------------------- | ----- | -- | --------------- | --- | --- | --- | --- | --- | --- | --- | --- | --- | --- | --- | --- | --- | --- | --- | --- | ------ | ------- |  |
|      |        |                      |       |    |                 |     |     |     |     |     |     |     |     |     |     |     |     |     |     |     |     |        |         |  |
|      |        |                      |       |    |                 | BRA | SMR | BEL | MON | USE | FRA | GBR | GER | HUN | AUT | ITA | POR | ESP | MEX | JAP | AUS |        |         |  |
| 1987 | LC87   | Ford Cosworth DFZ V8 | G     | 29 | Yannick Dalmas  |     |     |     |     |     |     |     |     |     |     |     |     |     | 9   | 14  | 51  | 3      | 9º      |  |
| 1987 | LC87   | Ford Cosworth DFZ V8 | G     | 30 | Philippe Alliot |     | 10  | 8   | Ret | Ret | Ret | Ret | 6   | Ret | 12  | Ret | Ret | 6   | 6   | Ret | Ret | 3      | 9º      |  |

↑1  Não pontuou, porque a equipe inscreveu um carro no campeonato e pelo regulamento, o segundo carro estava inelegível.